# Exposed (Kiss)
Exposed je hudební video skupiny Kiss nahrané v roce 1987.Jde o rozhovory se členy Kiss které jsou prokládány vidoeklipy a koncertními klipy z celé kariéry skupiny.

## Seznam skladeb
| Pořadí | Název                                                    | Autor                                   | Délka |
| ------ | -------------------------------------------------------- | --------------------------------------- | ----- |
| 1.     | Who Wants To Be Lonely (Video)                           | Stanley / Child / Beauvoir              |       |
| 2.     | Uh! All Night (Video)                                    | Stanley / Child / Beauvoir              |       |
| 3.     | I Love It Loud (Live, 1983 – Rio de Janeiro, Brazílie)   | Stanley / Vinnie Vincent                |       |
| 4.     | Deuce (Live, 1. června 1974 – San Francisco, Kalifornie) | Gene Simmons                            |       |
| 5.     | Strutter (Live, 1976 – Detroit, Michigan)                | Stanley / Simmons                       |       |
| 6.     | Beth (Live, září, 1977 - Houston, Texas)                 | Peter Criss / Penridge / Ezrin          |       |
| 7.     | Detroit Rock City (Live, 1980 – Austrálie)               | Stanley / Ezrin                         |       |
| 8.     | Tears Are Falling (Video)                                | Paul Stanley                            |       |
| 9.     | Lick It Up (Video)                                       | Stanley / Vincent                       |       |
| 10.    | All Hell’s Breakin’ Loose (Video)                        | Eric Carr / Stanley / Simmons / Vincent |       |
| 11.    | I love It Loud (Video)                                   | Stanley / Vincent                       |       |
| 12.    | I Stole Your Love (Live, září, 1977 – Houston, Texas)    | Stanley                                 |       |
| 13.    | Heaven’s On Fire (Video)                                 | Stanley / Child                         |       |
| 14.    | Ladies Room (Live, září, 1977 – Houston, Texas)          | Simmons                                 |       |
| 15.    | Rock and Roll All Nite (Live, 1980 – Austrálie)          | Stanley / Simmons                       |       |

## Obsazení
- Paul Stanley- kytara, zpěv
- Gene Simmons- basová kytara, zpěv
- Eric Carr- bicí, zpěv
- Bruce Kulick- sólová kytara, zpěv